# Leśniczówka Milscha

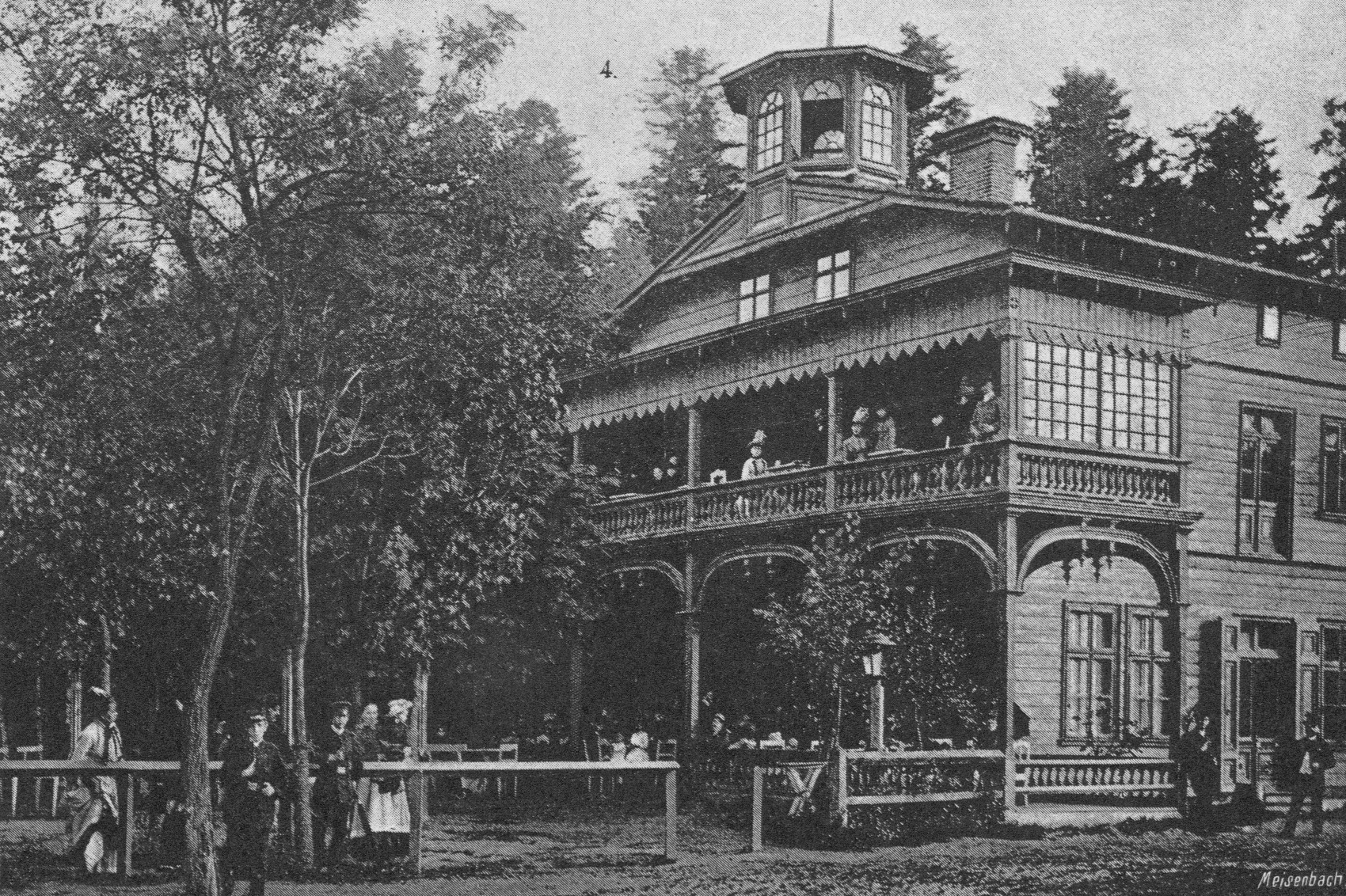
Leśniczówka Milscha (przed 1889)

Leśniczówka Milscha – plenerowy kompleks rekreacyjny wybudowany w Łodzi przez rodzinę Milschów na przełomie lat 70. i 80. XIX wieku i rozebrany pod koniec lat 30. XX wieku.
Pod koniec XIX wieku, łódzcy browarnicy zaczęli zabiegać u władz miasta o pozwolenia na prowadzenie własnych ogrodów spacerowych połączonych z restauracjami i piwiarniami. Z taką też inicjatywą wystąpił browarnik Teodor Milsch, właściciel trzeciego browaru przemysłowego ówczesnej Łodzi. Browar mieścił się u zbiegu ulicy Łąkowej i piaszczystej drogi (obecnie ulica Kopernika), prowadzącej w kierunku zachodnim do lasu miejskiego (którego współczesnymi pozostałościami są Park na Zdrowiu i Park Poniatowskiego), popularnego miejsca rekreacji, chętnie odwiedzanego w słoneczne dni przez łodzian. Przy tej to drodze, na działce przylegającej do lasu powstała Leśniczówka. Ogród zbudowano po obu stronach drogi na przylegającej do lasu działce, wykorzystując znajdujące się tam niewielkie stawy. Na terenie kompleksu znalazły się m.in. okazała dwupiętrowa restauracja z mieszkalnym poddaszem, drewniane werandy, muszla koncertowa, kręgielnia i przystań dla łódek. Dzięki darmowemu wejściu i taniej restauracji Leśniczówka stała się bardzo popularnym miejscem wypoczynku, szczególnie wśród mniej zamożnej klienteli, mogącej cieszyć się tanim piwem z pobliskiego browaru. Władysław Reymont w Ziemi Obiecanej tak opisywał to miejsce i jego klimat:

Kilkaset drzew i drzewek o liściach pożółkłych i spieczonych rzucało mizerny cień na wydeptane trawniki i na piaszczyste dróżki i alejki, dymiące tumanami kurzu, który rozwłóczył się po ogródku i opadał na drzewa i na setki białych stołów, i na tłumy przy nich rozsiadłe, rozkoszujące się piwem, jakie zabrudzeni garsoni roznosili ustawicznie. Wojskowa orkiestra na estradzie grała sentymentalnego walca, a w głównym budynku restauracyjnym, otoczonym werendami, tańczono z zapałem pomimo tropikalnego gorąca; tancerze byli bez surdutów, a niektórzy i bez kamizelek, ale tym siarczyściej bili obcasami w podłogę i mocno pokrzykiwali. Pomagali im z zapałem liczni widzowie, cisnący się do drzwi i okien pootwieranych, przez które podawano zmęczonym, piwo, a wielu niecierpliwszych tańczyło na werendzie i na trawnikach, w obłokach kurzawy i przy akompaniamencie strzałów w strzelnicy i głuchym, warczącym turkocie wyrzucanych w kręgielni kul i głosów trąbek dziecinnych, brzęczących po całym ogrodzie. Na małej sadzawce, o martwej, zaropiałej wodzie, kołysało się kilka łódek; kilka tkliwych par smażyło się na słońcu i pracując wiosłami, śpiewało bardzo czułymi głosami niemiecką piosenkę o gaju, piwie i miłości.

W 1886 rodzina Milschów sprzedała browar wraz z przyległymi do niego działkami, w tym kompleksem Leśniczówki. W 1900 roku Ogród przecięła linia tramwajowa (którą w następnych latach przedłużono do dworca kolejowego Łódź Kaliska). Po uruchomieniu dworca i w konsekwencji powstawaniu w okolicy kolejnych fabryk i magazynów, miejsce powoli zaczęło tracić na atrakcyjności. Po upadku powstania łódzkiego Leśniczówka stała się siedzibą Bezpartyjnych Związków Zawodowych, nie straciła jednak do końca swojego rekreacyjnego charakteru – organizowano tam dla członków związków zabawy, występy orkiestr robotniczych. Po zakazaniu przez carat tworzenia i działania związków zawodowych, w willi utworzono kwatery mieszkalne. W 1920 roku kwaterowali tam uchodźcy z terenów zajętych przez Armię Czerwoną. Leśniczówkę rozebrano pod koniec lat 30. XX wieku ze względu na jej fatalny stan techniczny. Do tamtego czasu wokół niej zdążyło wyrosnąć miasto.